# رهونبلیک
رهونبلیک (به آلمانی: Rhönblick) یک شهر در آلمان است که در اشمالکالدن-ماینینگن واقع شده‌است. رهونبلیک ۲٬۹۸۸ نفر جمعیت دارد.